# Willoughby Norrie, I barone Norrie
Charles Willoughby Moke Norrie, I barone Norrie (Brompton, 26 settembre 1893 – Wantage, 25 maggio 1977), è stato un generale e politico britannico.

## Biografia
Era il figlio di George Edward Moke Norrie, e di sua moglie, Beatrice Stephen.

## Carriera

### Carriera militare
Dopo aver studiato a Eton e al Royal Military Academy di Sandhurst, Norrie entrò a far parte dell'11° Ussari nel 1913. Ha servito nella prima guerra mondiale. Divenne, successivamente, un capitano del 73ª brigata di fanteria, generale ufficiale, maggiore di brigata di fanteria. Nel gennaio 1919 ha cambiato il suo nome da Moke-Norrie a Norrie.
Nel 1931 fu promosso a tenente colonnello e prese il comando dell'11° Ussari e, nel 1935, promosso a colonnello. Nel gennaio del 1936, Norrie ha partecipato alla processione funebre di Giorgio V. Nell'aprile del 1936 è stato nominato al comando della 1ª brigata di cavalleria. La sua brigata è stata meccanizzata nel 1938, diventando la 1ª brigata corazzata nel 1940.
Allo scoppio della seconda guerra mondiale Norrie continuò a servire come comandante della 1ª Brigata corazzata. Nel mese di aprile 1940 gli venne affidato il comando temporaneo della 2ª brigata. In seguito è stato nominato maggior generale e ispettore del Royal Armoured Corps. È stato promosso al grado permanente di maggior generale nel giugno 1941. Nel novembre 1941 alla divisione venne ordinato di trasferirsi in Egitto, dove Norrie fu luogotenente generale al comando del XXX Corps al posto di Vyvyan Pope. Egli comandò il XXX Corps durante l'Operazione Crusader con un certo successo, ma i suoi carri armati subirono una pesante sconfitta nella battaglia di Gazala nel giugno 1942. Tornò in Gran Bretagna per essere nominato comandante della Royal Armoured Corps.
Norrie si ritirò dall'esercito nel settembre 1944. Anche se il suo grado di merito in questo momento era ancora maggior generale, è stato dato il grado onorario di tenente generale in pensione.

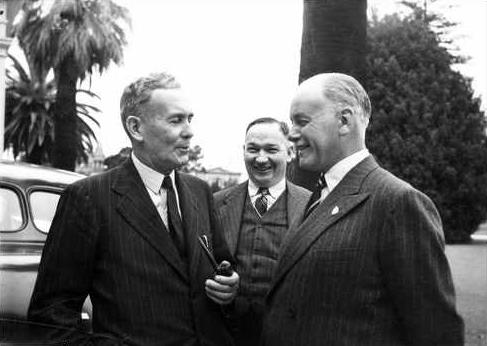
Incontro tra Sir Willoughby Norrie (destra), il Primo ministro dell'Australia Ben Chifley (sinistra) e il Primo ministro del South Australia, Tom Playford (in mezzo).

### Governatore del South Australia
Norrie è stato nominato governatore del South Australia nel settembre 1944. Egli, insieme alla famiglia, arrivò ad Adelaide nel mese di dicembre. Entro due anni, Norrie ha viaggiato in ogni zona di ente locale all'interno dello Stato, ed era sicuro di dare il benvenuto militari di ritorno dalla guerra.
Anche se rimase neutrale per quanto riguarda la politica locale, è stato 'scosso' al rifiuto di Thomas Playford di nazionalizzare l'Adelaide Electric Company.
Nel 1946 nacque l'Electricity Trust of South Australia.

### Governatore Generale della Nuova Zelanda
Nel 1952 venne nominato Governatore Generale della Nuova Zelanda, carica che mantenne fino al 1957. In quello stesso anno fu creato Barone Norrie, di Wellington e di Upton nella Contea di Gloucester.

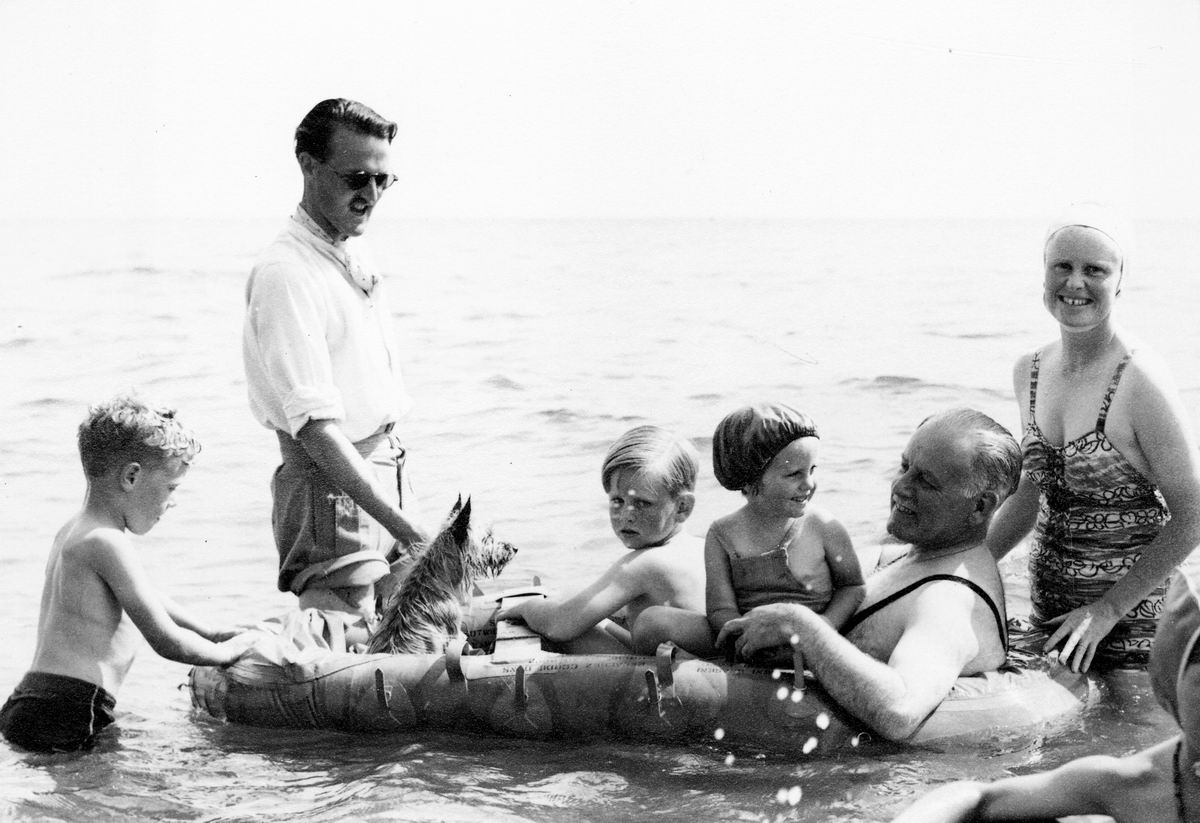
Sir Willoughby Norrie e la sua famiglia a Henley Beach, 28 dicembre 1946.

## Matrimoni

### Primo matrimonio
Sposò, il 9 giugno 1922, Jocelyn Helen Gosling (?-7 marzo 1938), figlia di Richard Gosling. Ebbero tre figli:
- Diana Norrie (7 maggio 1923-6 dicembre 1932);
- Rosemary Norrie (28 marzo 1926), sposò Francis Newdegate, III visconte Daventry, ebbero tre figli;
- George Norrie, II barone Norrie (27 aprile 1936).

### Secondo matrimonio
Sposò, il 28 novembre 1938, Patricia Merryweather Bainbridge (1907-20 gennaio 2001), figlia di Emerson Muschamp Bainbridge. Ebbero tre figli:
- Guy Bainbridge Norrie (3 maggio 1940), sposò Sarah Georgina Fielding, ebbero due figli;
- Sarah Norrie (27 giugno 1943), sposò Charles Stephenson, non ebbero figli;
- Annabel Mary Adelaide Norrie (23 dicembre 1943), sposò Ian Ronald Malcolm, non ebbero figli.